# Elder (Aborigines)

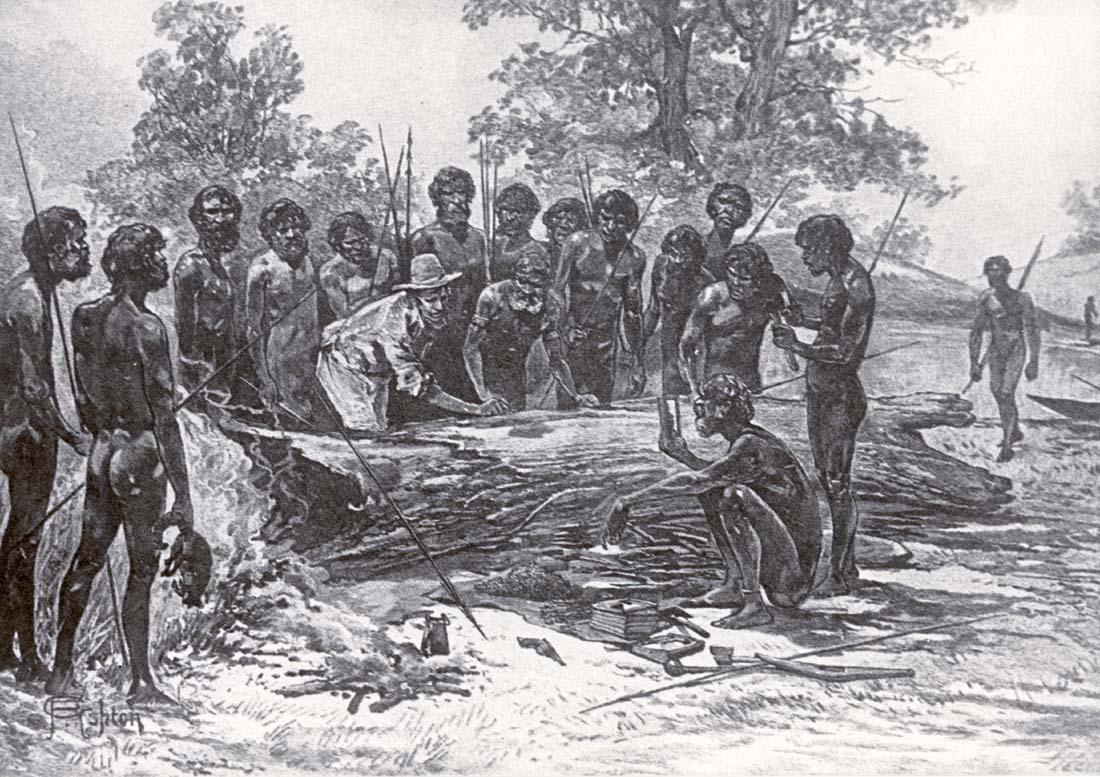
Acht Elder und John Batman unterzeichnen den wohl berühmtesten Vertrag Australiens

Die Elders der Aborigines Australiens sind die Lehrer der Traditionen, des Wissens über das Leben und die Traumzeit. Sie sind keine gewählten oder bestimmten Führer, sondern werden dies aufgrund ihrer Kompetenzen. Es gibt sowohl weibliche als auch männliche Elders nebeneinander in einem Aborigine-Stamm.

## Abgrenzung
Die Elders sind im eigentlichen Sinne keine Könige oder Stammesführer, die Aborigines stehen im traditionellen Sinne nicht zur Wahl. Die Aborigines, die in kleinen Stämmen oder Clan-Gruppen nomadisch lebten, hatten mit den elders (älteren Weisen) einen elder-Mann und teilweise eine elder-Frau. Elder wurden diejenigen, die sich durch Wissen um die Traumzeit, durch Alter, Erfahrung und Weisheit auszeichneten. Ein Elder wurde Stammesführer oder -führerin durch gesellschaftliche Anerkennung. Sie trugen auch keine Insignien der Macht. Der männliche Elder war nicht unbedingt der beste Jäger oder Krieger. Die Elders hatten in den Stämmen unterschiedliche Bezeichnungen wie Arweed oder Ngurungaeta.

## Europäische Kolonisation

### Batman’s Treaty
Wie entscheidend die Bedeutung der Elder war, kann an dem so genannten Vertragsabschluss des Batman’s Treaty am 6. Juni 1835 ermessen werden. Beim Abschluss des Vertrags waren acht Elders zur Unterschrift anwesend. Es ist zwar in der Geschichtswissenschaft umstritten, ob es zu einem im rechtlichen Sinne geltenden Vertragsabschluss kam und die Bedeutung und Konsequenz dieser Entscheidung wird unterschiedlich interpretiert, denn die Elder waren u. a. des Schreibens und des Lesens nicht mächtig und sich des Charakters eines Vertrages – und vor allem in dieser Bedeutung und Auswirkung – nicht bewusst. Dennoch waren sie anwesend, als es um eine Entscheidung um die Interessen der Stämme der Aborigines ging.

### King plate

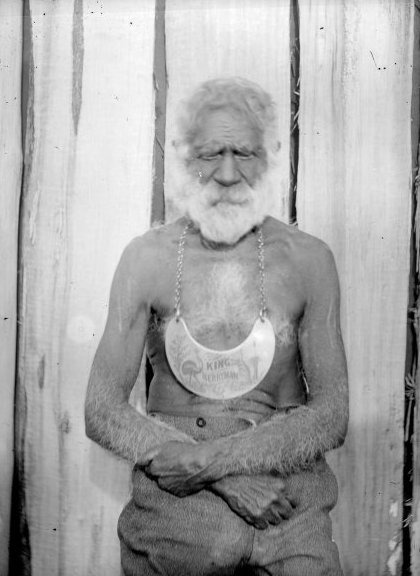
Umbarra mit King Plate, ein Elder, der auch King Merriman genannt wurde

Durch die Ernennung zum König des Volksstamms und mit der Verleihung der King plates wendete sich die britische Kolonialpolitik gegen die traditionelle Gesellschaftsstruktur der Aborigines. Da die britische Kolonialmacht auf unmittelbare Herrschaftsausübung bedacht war, die Stämme einteilen wollte und Ansprechpartner zur Durchsetzung ihr kolonialen Politik suchte, führte der Gouverneur Lachlan Macquarie von New South Wales um das Jahr 1815 ein Herrschaftszeichen ein: die King Plate. Dieses Herrschaftsinstrument war ein indirektes Mittel der Kolonialpolitik. In der 'Native Institution' von Macquarie in Parramatta lautet seine Weisung: „That the Natives should be divided into District Tribes and that each Tribe should elect its own chief, who the Governor will distinguish by some honorary badge.“ (Deutsch: Die Ureinwohner sollen Gebietsstämme aufgeteilt und jeder Stamm sollte seinen eigenen Führer wählen, den der Gouverneur durch eine Ehrenplakette hervorhebt.)
Seine Weisung, diese Auszeichnung zu verleihen, kann auch als Kontrollinstrument, als Diktum, Stammesführer nicht mehr entsprechend den Stammesregeln zu bestimmen, sondern zu wählen und seinem Einfluss zu unterwerfen, aufgefasst werden. Stammesführer konnte im Sinne der Briten nur der Träger der Plakette sein, die er vom Gouverneur verliehen bekam und nicht mehr durch die traditionellen Regeln des Aborigine-Stamms. Die King Plates waren metallene mondsichelförmige Platten, die um den Hals an einer Halskette getragen wurden.
Im 19. Jahrhundert waren King Plates in zahlreichen Aborigines-Gemeinschaften in verschiedenen australischen Staaten vergeben worden. Die Praxis, sich mit diesen Plaketten zu präsentieren, ließ in den nachföderalen Jahren in Australien nach und wurde ab gegen Ende der 1930er Jahre nicht mehr festgestellt.
Es wird berichtet, dass die King Plates auch von Frauen getragen wurden. Einen Beweis hierfür gibt es nicht. Dennoch wurden die Frauen oft „Queen“ genannt, die gewöhnlich elder-Frauen in ihrem Stamm oder einer Verwandtschaftsgruppe waren. Es gibt Vermutungen, dass das Vorzeigen oder Nicht-Vorzeigen der King Plates auch hilfreich war, um dem Gegenüber zu zeigen, wie hoch angesehen oder wie respektiert man bei der weißen australischen Gemeinschaft ist.

## Heute
Elders werden auch heute (2010) noch als die Lehrer der Traditionen, des Wissens über das Leben und der Traumzeit der Aborigines verstanden. Die Elders sollen dieses den jungen Aborigines vermitteln und auch die ihre Rolle und Aufgabe erklären.
Besuchen sich Stämme, werden von den Elders stellvertretend Gruppen gebildet, die sich sodann untereinander kennenlernen. Dies dient der Verständigung und der Vermeidung von Konflikten. Diese Begegnungen erfolgen nach einer vorgeschriebenen Zeremonie, dem Tanderrum, das heute noch manchmal von den Elders der Wurundjeri als Teil eines Begrüßungsprotokolls abgehalten wird.
Sie nehmen auch Einfluss auf kulturelle Ereignisse, wie beispielsweise auf die Aufstellung einer Skulptur, die ihrer Auffassung dem Leben der Aborigines widerspricht. Sie unterweisen auch Heranwachsende in die Kraft von Heilpflanzen.
Die Elders nehmen auch politischen Einfluss, so setzte sich ein Elder beispielsweise für ein Alkoholverbot für die Umgebung von Yarra ein.

## Elders
Einiges über die Elders ist erforscht, dennoch ist Vieles unbekannt. Hier sind einige bekannte Elder aufgelistet:
- William Barak
- Bebejan
- Bilin Bilin
- Billibellary
- Billy Jagar
- Herb Patten
- Roseina Boston, eine Frau
- Umbarra
- Simon Wonga
- Gulumbu Yunupingu (1943–2012), eine Frau